# Leptolarthra annelouiseae
Leptolarthra annelouiseae är en stekelart som beskrevs av Robert A.Wharton 2002. Leptolarthra annelouiseae ingår i släktet Leptolarthra och familjen bracksteklar. Inga underarter finns listade i Catalogue of Life.